# محمد شارف الجزائري
محمد شارف، (1908م مليانة – 6 يناير 2011)، عالم مسلم جزائري.

## حياته
يعد أحد أبرز الفقهاء المعاصرين، تولى العديد من المناصب من بينها الإمام السابق للجامع الكبير بالعاصمة ورئيس المجلس العلمي لولاية الجزائر
ولد حوالي سنة 1908م، في مدينة مليانة التابعة لولاية عين الدفلى، حفظ الشيخ القرآن الكريم، وعمره حوالي اثنا عشر عاما، وتلقى مبادئ علوم اللغة والفقه في مسقط رأسه مليانة والمناطق القريبة منها، ثم انتقل إلى الجزائر العاصمة.
هناك تعرّف على مشايخ أخذ عنهم العلم والفقه، وظل على هذه الحالة حتى انضم إلى جمعية العلماء المسلمين، فكان الشيخ حريصا أشد الحرص على حضور الدروس التي كان يلقيها أعضاء الجمعية في نادي الترقي مثل الشيخ بن باديس والبشير الإبراهيمي، والطيب العقبي. ومن تضحيات الشيخ أنه باع منزله الواسع الذي كان يسكنه بأعالي بوزريعة، ليشتري منزلا أضيق منه ليتمكن من التفرغ لطلبته.
فواصل تحصيله العلمي. وفي سنة 1932 انتقل الشيخ محمد شارف إلى الجزائر العاصمة، بمفرده، ليأخذ عن بعض علمائها، ومنهم الشيخ عبد الله الدراجي والشيخ نور الدين عبد القادر البسكري. تحصل في سنة 1936 على رتبة الإمامة، بعد أن أجرى امتحانا كتابيا، ثم شفويا، ولم يتمكن من وظيفة الإمامة إلا بعد سنة 1945 بسبب فرض الاستعمار الفرنسي على شعوب البلاد المستعمرة التجنيد الإجباري أثناء الحرب العالمية الثانية، وبسبب ذلك اعتقل الشيخ تحت الأسر الألماني وأودع في محتشدات في فرنسا، وبقي تحت الأسر من سنة 1939م إلى سنة 1944م، ثم تحت سلطة الاستعمار الفرنسي خلال سنة 1945.
عاد الشيخ محمد شارف إلى الجزائر خلال سنة 1945، ولأسباب خفية لم تعط له وظيفة الإمامة، فَعُيِّن مؤذّنًا في الجامع الكبير في الجزائر العاصمة، ثمّ تمكن بعد ذلك من الحصول وظيفة الإمامة في جامع سيّدي رمضان في القصبة وفي الجامع الكبير.
وفي الستينيات أجرت وزارة الشؤون الدينية امتحانا للأئمة قصد تصنيفهم في رتبهم المختلفة، وبموجب هذا الامتحان صار الشيخ محمد شارف في رتبة إمام خطيب، وبعد هذا عين الشيخ إماما خطيبا في مساجد مختلفة بالجزائر العاصمة، منها جامع كتشاوة وجامع المدرسة في سيدي امحمد، وجامع أبي فارس في القصبة، وانتهى به الأمر في الجامع الكبير الذي بقي إمامة الخطيب إلى سنة 1987، حيث تقاعد عن وظيفة الإمامة.

## الوفاة
توفي الشيخ الفقيه في 6 يناير 2011، عن عمر يناهز 103 سنوات بعدما أفنى ما يناهز الثمانين سنة في تخريج العلماء والرجال.

## مواضيع ذات صلة
- المرجعية الدينية الجزائرية
- قائمة مساجد الجزائر
- معتقل سوزيني